# Egesina gracilicornis
Egesina gracilicornis là một loài bọ cánh cứng trong họ Cerambycidae.